# Backpacking

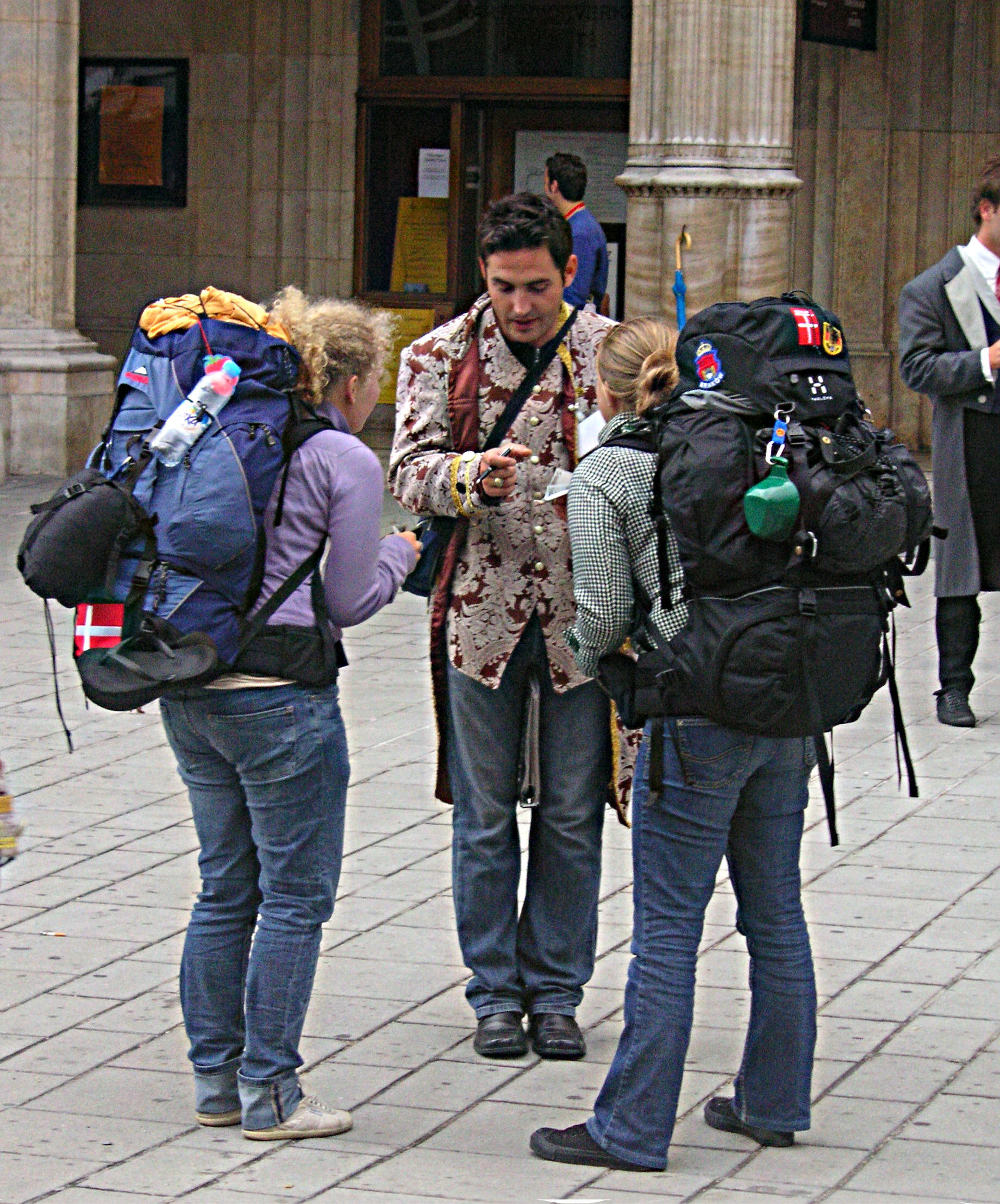
Backpackers på resa.

Backpacking (engelska, ungefär: 'att resa med ryggsäck') är ett uttryck för en typ av självständig, ofta internationell, lågbudgetturism. En person som utövar backpacking kallas för "backpacker".
Backpackingresor förknippas ofta med relativt långa resperioder. Resornas längd varierar dock och kan pågå allt från några veckor till flera år. Vanliga resmål för svenska backpackers är bland annat Sydostasien, Indien, Oceanien samt Central- och Sydamerika.[källa behövs]

## I populärkultur
Alex Garlands roman Beach handlar om backpackers.